# Igor Gomes
Pour les articles homonymes, voir Gomes.
Igor Gomes, né le 17 mars 1999 à São José do Rio Preto au Brésil, est un footballeur brésilien qui évolue au poste de milieu offensif à l'Atlético Mineiro.

## Biographie

### São Paulo FC
Né à São José do Rio Preto au Brésil, Igor Gomes est formé par le São Paulo FC. En septembre 2018 il signe un nouveau contrat, le liant au club jusqu'en 2023 et est intégré à l'équipe première avec ses coéquipiers Antony et Helinho. Il débute avec les professionnels le 26 novembre 2018, lors d'un match de championnat contre Sport Recife. Le 5 octobre 2019, il inscrit son premier but en professionnel face au Fortaleza ES.
Le 28 octobre 2020, Igor Gomes joue son premier match de Copa Sudamericana contre le CA Lanús. Il est titularisé et son équipe s'incline par trois buts à deux.

### Atlético Mineiro
Le 6 janvier 2023, Igor Gomes s'engage en faveur de l'Atlético Mineiro. Il signe un contrat courant jusqu'en décembre 2026.

### En équipe nationale
Avec l'équipe du Brésil des moins de 20 ans, il participe au championnat sud-américain des moins de 20 ans en début d'année 2019. Lors de cette compétition organisée au Chili, il joue huit matchs. Il s'illustre en délivrant une passe décisive contre le Venezuela.

### Style de jeu
Joueur dont la position préférentielle est milieu offensif axial, Igor Gomes est comparé à l'ancienne gloire brésilienne et Ballon d'or 2007 Kaká, depuis ses débuts dans les catégories de jeunes du São Paulo FC, où les deux joueurs ont été formés.

## Statistiques
| Saison                | Club                  | Championnat           | Championnat | Championnat | Championnat | Coupe(s) nationale(s) | Coupe(s) nationale(s) | Coupe(s) nationale(s) | Compétition(s) continentale(s) | Compétition(s) continentale(s) | Compétition(s) continentale(s) | Compétition(s) continentale(s) | Ligue régionale | Ligue régionale | Ligue régionale | Total | Total | Total |
| Saison                | Club                  | Division              | M.          | B.          | P.d.        | M.                    | B.                    | P.d.                  | Comp.                          | M.                             | B.                             | P.d.                           | M.              | B.              | P.d.            | M.    | B.    | P.d.  |
| 2018                  | São Paulo FC          | Série A               | 2           | 0           | 0           | -                     | -                     | -                     | -                              | -                              | -                              | -                              | -               | -               | -               | 2     | 0     | 0     |
| 2019                  | São Paulo FC          | Série A               | 27          | 2           | 2           | 2                     | 0                     | 0                     | CL                             | -                              | -                              | -                              | 7               | 2               | 0               | 36    | 4     | 2     |
| 2020                  | São Paulo FC          | Série A               | 34          | 3           | 2           | 6                     | 0                     | 0                     | CL+CS                          | 6+2                            | 1+0                            | 1+0                            | 6               | 0               | 0               | 54    | 4     | 3     |
| Total sur la carrière | Total sur la carrière | Total sur la carrière | 63          | 5           | 4           | 8                     | 0                     | 0                     | -                              | 8                              | 1                              | 1                              | 13              | 2               | 0               | 92    | 8     | 5     |